# Томас Мункельт
Томас Мункельт  (нім. Thomas Munkelt, 3 серпня 1952) — німецький легкоатлет, олімпійський чемпіон.

## Виступи на Олімпіадах
| Олімпіада     | Дисципліна                    | Місце |
| ------------- | ----------------------------- | ----- |
| Монреаль 1976 | біг на 110 метрів з бар'єрами | 5     |
| Москва 1980   | біг на 110 метрів з бар'єрами | 1     |
| Москва 1980   | естафета 4 x 100 метрів       | 5     |